# Drejø
Drejø est une île du Danemark. Elle appartient à l'archipel du Sud de la Fionie. Administrativement, elle relève de la commune de Svendborg.